# Ninet Tayeb
Naty Ninet Tayeb (en hebreo: נינט טייב‎; 21 de octubre de 1983) conocida también como Ninet, es una cantautora y actriz israelí.

## Carrera
Considerada como una de las intérpretes más famosas de Israel en la actualidad, Ninet inició su carrera musical a comienzos de la década de 2000. Ha publicado hasta la fecha cuatro álbumes de estudio con éxito en Israel (uno de ellos en inglés) ganando en dos oportunidades el premio Israel's Favorite Act en los MTV Europe Music Awards. Ha trabajado con el productor Mike Crossey (quien produjo su tercer álbum, Sympathetic Nervous System) y con artistas como Steven Wilson, Gary Lucas, Cyndi Lauper, The Jesus and Mary Chain y The Dead Daisies. Además de su carrera musical, Ninet ha actuado en películas y en obras de teatro en su país.
Finalizó su primera gira internacional en 2016, visitando países como Estados Unidos y Canadá y visitando algunos países europeos. Como parte de la gira, Ninet fue seleccionada para aparecer en el festival South by Southwest en marzo de 2016. También fue invitada como cantante en una gira del músico Steven Wilson. Hasta la fecha ha publicado cinco álbumes de estudio, siendo el más reciente Paper Parachute de 2017. En 2019 se anunció su participación en el festival Woodstock 50.

## Discografía

### Estudio
- 2006 – Barefoot
- 2009 – Communicative
- 2012 – Sympathetic Nervous System
- 2013 – All the Animals Knew
- 2017 – Paper Parachute